# Dyscia sicanaria
Dyscia sicanaria là một loài bướm đêm trong họ Geometridae.